# De verloren zoon (Rubens)
De verloren zoon is een werk van Peter Paul Rubens. Het is niet gesigneerd, maar historici dateren het rond 1618. Het behoort tot de collectie van het Koninklijk Museum voor Schone Kunsten Antwerpen waar het inventarisnummer 781 draagt. De verloren zoon werd in 2007 zeer grondig onderzocht in het Rubensonderzoek.

## Context
De parabel van de verloren zoon (Lucas:15, 11-32) verhaalt de episode waarin de jongste zoon nog voor zijn vaders dood zijn erfdeel opeist. Hij reist naar een verafgelegen land en verkwist er al zijn geld. Door een hongersnood wordt hij gedwongen te overleven als varkenshoeder. Gedwongen door de noodtoestand, komt hij tot inkeer. Hij keert terug naar zijn vader, die hem instant vergiffenis schenkt.

## Beschrijving
Het religieuze thema van de verloren zoon bij de zwijnentrog is in feite een detail; een voorwendsel van de barokke kunstenaar Peter Paul Rubens om een landelijke scène te schilderen. Hij opteerde voor de laatste bedrijvigheid op het erf bij valavond en reduceerde het onderwerp tot de rechter benedenhoek. Een stalknecht, deels verborgen achter een steunbalk, loert achterdochtig naar de verloren zoon die als een halfnaakte bedelaar knielt voor de dienstmeid. De meid giet in een trog het voedsel voor de zwijnen. Het is een duidelijke zinspeling op het feit dat hij zich na zijn losbandige leven als zwijnenhoeder verhuurde om in zijn broodwinning te kunnen voorzien.
Een reeds afgeladen kar staat rechts op het doek. Een hond jaagt de biggetjes van de etende varkens op. Het oog van de toeschouwer glijdt het volledige paneel over dankzij het spel van horizontale, verticale en diagonale lijnen. Het is een gedurfde compositie waarin de meester speelt met diverse gezichtspunten. De blik van de toeschouwer wordt eerst naar de paarden en hun stalknecht getrokken. Van daar dwaalt hij af naar de personages met de kaarsen en ten slotte, langs de koeien en de hongerige varkens, tot de verloren zoon en dienstmeid. De dieren verzinnebeelden ondeugden en refereren naar het zondige gedrag van de verloren zoon of de mens in het algemeen.
Rubens’ stal met open doorgang is zeer realistisch geschilderd. Toch weten kunstwetenschappers dat hij geen bestaande stal schilderde. De vele motieven die voorkomen in het werk, zoals het landbouwalaam, de handelingen van de knechten en de dieren, schetste hij in aparte studies op het platteland. Hij bewaarde de schetsen in zijn atelier en om te kunnen hergebruiken in andere composities. Zo ook met de boerenkar op dit werk. Het talent van de kunstenaar blijkt uit het feit dat hij de vele apart geschetste onderdelen kon samenvoegen tot een holistisch, logisch geheel.
Els Maréchal typeerde De verloren zoon als een schilderij op mensenmaat. Ze kwam niet enkel door het gebruikte formaat – dat net geschikt lijkt voor een huiskamer – tot die conclusie, maar ook door het rustige, overwegend bruine palet met enorme variatie aan aarde-getinte tonaliteiten. Naar de mening van Yolande Deckers, voormalig hoofd collectiebeheer van het KMSKA, en Rubenskenner Frans Baudouin was het een van Rubens’ mooiste landelijke schilderijen.

## Provenance
De verloren zoon komt voor in Rubens’ nalatenschap, wat impliceert dat de kunstenaar het bij zich hield tot aan zijn dood in 1640. Geweten is dat het schilderij in 1771 toebehoorde aan mevrouw Spangen uit Antwerpen, vermoedelijk kocht zij het van de Antwerpse kunsthandelaar Diego Duarte. Later was het in het bezit van Edward Ravenell en Pieter van Aertselaer, die laatste eveneens een Antwerpenaar. Het werd in 1823-4 door John Smith te koop aangeboden en in 1836 was het in het bezit van William Wilkins. Wanneer is onbekend, maar tussen de twee voorgaande data (1824-1836) was het ook nog in het bezit van de Engelse Thomas Lawrence. Op een veiling van Wilkins’ bezittingen in 1838 werd het aangekocht door ene Farrer (of Farrar) die het vrij vlug doorverkocht aan André Fountaine (Narford). Ene Waagen (andere bronnen zeggen A. Wertheimer) zag het daar rond 1854 en stelde het in 1880 tentoon op de Exhibition of works by old masters in Londen. Het Koninklijk Museum voor Schone Kunsten Antwerpen kocht het schilderij in 1894 bij kunsthandelaar Gauchez te Parijs. Voorbereidende tekeningen worden bewaard in het Ashmolean Museum te Oxford en in de verzameling van de hertog van Devonshire te Chatsworth. Schelte Adamsz. Bolswert maakte gravures van het werk.

## Referentielijst
- M. Beekman, S. Farnell, N. Van Hout en C. Van Mulders, ‘Rubens Revealed: The Prodigal Son by Peter Paul Rubens’ in Rubensbulletin 1 (2007). Webpublicatie.
- A.J.J. Delen, in Koninklijk Museum voor Schone Kunsten - Antwerpen. Beschrijvende Catalogus. I. Oude meesters, 1948, p. 229.
- Glück-Haberditzl, nr. 94. Delen, Teekeningen van Vlaamsche Meesters, blz. 103, pl. LVIII. 67.

1. ↑  Voor een zeer uitgebreide analyse zie: Nico Van Hout, in Rubensbulletin Jaargang I. De verloren zoon, 2007; Maartje Beekman, in Rubensbulletin Jaargang I. De verloren zoon, 2007; Christine Van Mulders, in Rubensbulletin Jaargang I. De verloren zoon, 2007; https://www.kmska.be/nl/collectie/highlights/Verloren_zoon.html. Gearchiveerd op 10 augustus 2018.
2. ↑  https://www.kmska.be/nl/collectie/highlights/Verloren_zoon.html ; Nico Van Hout in bezoekersgids Het Gulden Cabinet. Koninklijk Museum bij Rockox te gast, 2013, p. 55-56; Els Maréchal in Het Museumboek. Hoogtepunten uit de verzameling, 2003, p. 90; Yolande Deckers in P.P. Rubens. Catalogus KMSKA. Schilderijen - olieverfschetsen, 1990, p. 46-47. Gearchiveerd op 10 augustus 2018.
3. ↑  Marcel Maeyer, in Musea van België. Koninklijk Museum voor Schone Kunsten te Antwerpen. Oude meesters, 1959, nr. 33 en in 1969 nr. 31; Yolande Deckers in P.P. Rubens. Catalogus KMSKA. Schilderijen - olieverfschetsen, 1990, p. 46-47.
4. ↑  Yolande Deckers in P.P. Rubens. Catalogus KMSKA. Schilderijen - olieverfschetsen, 1990, p. 46-47; Els Maréchal in Het Museumboek. Hoogtepunten uit de verzameling, 2003, p. 90.
5. ↑  Topstukken, 2005; Els Maréchal in Het Museumboek. Hoogtepunten uit de verzameling, 2003, p. 90.
6. ↑  De verloren zoon - KMSKA. www.kmska.be. Gearchiveerd op 10 augustus 2018. Geraadpleegd op 10 augustus 2018.
7. ↑  Nico Van Hout in bezoekersgids Het Gulden Cabinet. Koninklijk Museum bij Rockox te gast, 2013, p. 55-56.
8. ↑  https://www.kmska.be/nl/collectie/highlights/Verloren_zoon.html

; Els Maréchal in Het Museumboek. Hoogtepunten uit de verzameling, 2003, p. 90; Marcel Maeyer, in Musea van België. Koninklijk Museum voor Schone Kunsten te Antwerpen. Oude meesters, 1959, nr. 33 en in 1969 nr. 31. Gearchiveerd op 10 augustus 2018.
9. ↑  Els Maréchal in Het Museumboek. Hoogtepunten uit de verzameling, 2003, p. 90; Topstukken, 2005.
10. 1 2  Yolande Deckers in P.P. Rubens. Catalogus KMSKA. Schilderijen - olieverfschetsen, 1990, p. 46-47.

De transfiguratie (1604-05) · Portret van de kunstenaar en zijn vrouw in een prieel van kamperfoelie (1609) · Kruisoprichting (1610) · Kruisafneming (1611) · De verrijzenis van Christus (1611-12) · De vier filosofen (1611-1612) · Het verschijnen van de Heilige Geest aan de Heilige Teresa van Avila (1612-14) · De ontdekking van Romulus en Remus (circa 1613) · De Rockoxtriptiek (1613-15) · De onthoofding van de heilige Catharina van Alexandrië (circa 1615) · Kruisafneming (1616-17) · Oude vrouw en jongen met kaarsen (1616-1617) · Medusa (ca. 1617) · Het aardse paradijs met de zondeval van Adam en Eva (ca. 1617) · De verloren zoon (1618) · De heilige Maria Magdalena in extase (1619-20)· De drie gratiën (1620-23) · Diana en haar nimfen maken zich klaar voor de jacht (1623-24) · Bekering van de H. Bavo (1623-24) · Heilige Rochus door Christus aangesteld tot patroon van de pestlijders (1623-26) · Aanbidding der Koningen (1624) · Portret van Matthaeus Yrsselius (circa 1624) · Tenhemelopneming van Maria (1625-26) · Portret van Anna van Oostenrijk (1625-26) · Angelica en de kluizenaar (1626-28) · De ontvoering van Europa (1628-29) · Laatste Avondmaal (1631-32) · Franciscus van Assisi ontvangt de stigmata (1633) · De roof van de Sabijnse maagden (1634-36) · Dans van dorpelingen en mythische figuren (1635) · Herfstlandschap met uitzicht op het Steen (1636) · De hond van Hercules ontdekt het purper (ca. 1636) · Saturnus verslindt een zoon (ca. 1636-37) · Het pelsken (ca. 1636-38)